# Kapłaństwo i ordynacja kobiet
Kapłaństwo kobiet, ordynacja kobiet – powszechnie stosowane określenie kwestii dopuszczania kobiet do stanu duchownego.

## Znaczenie szersze i ścisłe terminu
Wychodząc od definicji słowa „kapłan”, oznaczającego osobę pośredniczącą między ludźmi a istotą nadludzką (bóstwem) poprzez sprawowanie określonych czynności kultowych, zagadnienie dopuszczania kobiet do tych czynności można by rozpatrywać w wielu religiach. Kobiety sprawowały niektóre funkcje kapłańskie w religiach starożytnych (Egipt, Babilonia, Rzym, Grecja), a obecnie w religiach pierwotnych (np. w Afryce Zachodniej czy Oceanii), shintō i buddyzmie. Kapłanami w judaizmie, taoizmie i zaratusztrianizmie byli wyłącznie mężczyźni. Wiąże się to z rolą kobiety w ujęciu doktryny i tradycji poszczególnych religii. Kwestia nie dotyczy islamu, gdyż kapłaństwo w nim nie występuje.
W znaczeniu ścisłym święcenia i ordynacja kobiet dotyczy Kościołów chrześcijańskich: święcenia dotyczą Kościołów historycznych, a ordynacja – Kościołów poreformacyjnych nieuznających sakramentu święceń.

## Problematyka udzielania święceń kobietom w pierwszych wiekach

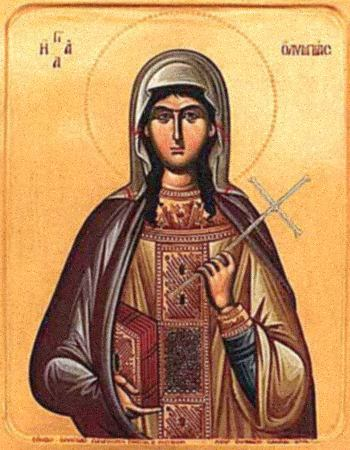
Święta Olimpia – diakonisa

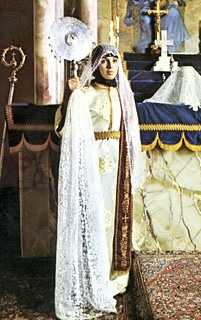
Szaty diakonisy Apostolskiego Kościoła Ormiańskiego (XIX w.)

W czasach starożytnych kobieta zwyczajowo pozostawała pod władzą męża bądź ojca. Nie pozostało to bez wpływu na organizację pierwszych gmin chrześcijańskich. Jezus Chrystus wybrał do grona Dwunastu wyłącznie mężczyzn. Św. Paweł w liście do Koryntian i Tymoteusza zalecał, by kobiety nie nauczały na zgromadzeniach (por. 1 Tm 2, 8-15; 1 Kor 14, 34-35), ale w Liście do Rzymian bez najmniejszego problemu wspomina o Junii (Rz 16,7) jako jednej z duchownych w Rzymie jako „apostołce”.
Zgodnie z Tradycją Kościoła katolickiego, święcenia obejmują trzy stopnie: diakonat, prezbiterat oraz episkopat (biskupstwo). Kapłanami w sensie ścisłym są prezbiterzy oraz biskupi. Diakoni pełnią w Kościele funkcje pomocnicze.
Wśród montanistów kobiety mogły pełnić nawet funkcje kapłańskie czy biskupie. Jednocześnie ojcowie Kościoła konsekwentnie odmawiali kobietom prawa do posługi kapłańskiej. Ustanawianie kobiet-prezbiterów zostało potępione m.in. w 360 roku na Synodzie w Laodycei (kanon 11). Kanon ten nie był wszędzie stosowany skoro w 494 papież Gelazjusz I w liście do biskupów na Południu Włoch nakazywał im zaprzestać praktyki święcenia kobiet-prezbiterów.
Kronika Widukinda z X wieku zawiera wzmiankę o śmierci podczas burzy utriusque sexus sacerdotes („kapłanów obojga płci”), brak jednak pewności, czy chodziło tu faktycznie o kapłanki katolickie. Pisarka Joan Morris w swojej książce Lady was a bishop („Kobieta była biskupem”) przytacza przykłady starożytnych i wczesnośredniowiecznych malowideł przedstawiających kobiety sprawujące Eucharystię, lecz nieznane są intencje autorów tych dzieł. Podobnie przytaczane przez Morris inskrypcje prezbitera i episkopa mogą równie dobrze dotyczyć żon prezbiterów i biskupów, ponieważ w takim kontekście były stosowane przed wprowadzeniem obowiązku celibatu. Prof. Gary Macy z jezuickiego uniwersytetu Santa Clara jako jeden z nielicznych utrzymuje, że w średniowieczu udzielano święceń kobietom.
Już w czasach apostolskich pojawiła się w Kościele – i przez wiele wieków istniała – instytucja diakonis. Historycy i teologowie katoliccy nie są zgodni, czy faktycznie były to sakramentalne święcenia diakonatu (pierwszy stopień sakramentu święceń), czy tylko ustanowienie do posługi. Zadania diakonis obejmowały m.in. pomocnicze funkcje liturgiczne, duszpasterstwo kobiet, przygotowanie katechumenów i działalność charytatywną. Diakonisy asystowały biskupowi przy chrzcie kobiet oraz zanosiły komunię chorym. W kościele prawosławnym w Konstantynopolu pomagały, przynajmniej początkowo w dystrybucji komunii. W Kościele zachodnim praktyka ustanawiania diakonis zanikła około VIII wieku, w Kościołach prawosławnych przetrwała do wieku XIV (najdłużej w Konstantynopolu), a po dziś dzień istnieje w Kościele ormiańskim.
W czasach średniowiecznych wyższe przełożone zakonne otrzymywały niekiedy tytuł ksieni (zob.: opat) oraz związane z tym urzędem insygnia: pierścień i pastorał, oznaczające władzę ksieni na terenie jej klasztoru. Płaskorzeźba z kościoła Le-Puy-en-Velay przedstawia przełożoną zakonu pozbawianą swoich insygniów.
Współcześnie zwrot „kapłaństwo kobiet” kojarzony jest najczęściej z dyskusją wokół możliwości sprawowania funkcji kapłańskich przez kobiety w chrześcijaństwie. Wraz z emancypacją kobiet i rozwojem ruchu feministycznego w świecie zachodnim zaczęto dyskutować o prawach kobiet, pojawiła się więc także problematyka dopuszczenia kobiet do kapłaństwa. Ponieważ było to już po podziale chrześcijaństwa na liczne wyznania, sprawa była podejmowana odrębnie przez poszczególne Kościoły, przy czym ujawniły się znaczne różnice w tej kwestii.

## Kapłaństwo kobiet w Kościołach katolickich i prawosławnych

### Kościół rzymskokatolicki
Kościół rzymskokatolicki odnosi się negatywnie do praktyki ordynacji kobiet i jednoznacznie stwierdza, że „święcenia ważnie przyjmuje tylko mężczyzna ochrzczony” (kan. 1024 KPK). Sformułowanie to jest przywołane w Katechizmie (punkt 1577) z komentarzem: „Pan Jezus wybrał mężczyzn (viri), by utworzyć kolegium Dwunastu Apostołów, i tak samo czynili Apostołowie, gdy wybierali swoich współpracowników, którzy mieli przejąć ich misję. Kolegium Biskupów, z którym prezbiterzy są zjednoczeni w kapłaństwie, uobecnia i aktualizuje aż do powrotu Chrystusa kolegium Dwunastu. Kościół czuje się związany tym wyborem dokonanym przez samego Pana. Z tego powodu nie są możliwe święcenia kobiet”.
Stanowisko to wymagało w ostatnim czasie kilkakrotnego potwierdzania i głębszego uzasadniania. Gdy we Wspólnocie Anglikańskiej rozpatrywano możliwość ordynacji kobiet, papież Paweł VI, odpowiadając na list arcybiskupa Canterbury F. Coggana (1975), podał następujące argumenty przeciw kapłaństwu kobiet:
- poświadczony przez Pismo Święte przykład Chrystusa, który wybrał swoich Apostołów wyłącznie spośród mężczyzn;
- stała praktyka Kościoła, który naśladuje Chrystusa, wybierając tylko mężczyzn;
- żywe Magisterium Kościoła, konsekwentnie głoszące, że wykluczenie kobiet z kapłaństwa jest zgodne z zamysłem Boga wobec swego Kościoła.

Z polecenia Pawła VI Kongregacja Nauki Wiary opracowała szersze wyjaśnienie zagadnienia, ogłoszone w deklaracji Inter insigniores (1976), w której przywołana jest:
- nieprzerwana tradycja Kościoła od pierwszych wieków, której strzegą też Kościoły wschodnie;
- postawa Chrystusa, który – mimo swego niekonwencjonalnego jak na tamte czasy postępowania wobec kobiet – żadnej z nich, nawet swej Matki, nie powołał do grona apostolskiego;
- praktyka samych Apostołów, którzy, mając do pomocy wiele kobiet, ustanawiali w posłudze kapłańskiej tylko mężczyzn.

Jan Paweł II w liście apostolskim Mulieris dignitatem napisał: „Powołując samych mężczyzn na swych Apostołów, Chrystus uczynił to w sposób całkowicie wolny i suwerenny. Uczynił to z taką samą wolnością, z jaką w całym swoim postępowaniu uwydatniał godność i powołanie kobiety, nie dostosowując się do panującego obyczaju i tradycji sankcjonowanej ówczesnym ustawodawstwem. Tak więc hipoteza, że powołał jako Apostołów mężczyzn, stosując się do mentalności swoich czasów, wcale nie odpowiada sposobowi działania Chrystusa”. Jan Paweł II przypomniał także o relacji Chrystusa do Kościoła, która ma przypominać kontakt mężczyzna-kobieta (oblubieniec-oblubienica). Skoro najpełniej wyraża się to w Eucharystii, przejrzystość i jednoznaczność domaga się, by kapłanem (działającym in persona Christi, tzn. w osobie Chrystusa) był mężczyzna. W liście apostolskim Ordinatio sacerdotalis papież raz jeszcze podał uzasadnienie nauki Kościoła, a na zakończenie stwierdził: „Aby zatem usunąć wszelką wątpliwość w sprawie tak wielkiej wagi, która dotyczy samego Boskiego ustanowienia Kościoła, mocą mojego urzędu utwierdzania braci (por. Łk 22, 32) oświadczam, że Kościół nie ma żadnej władzy udzielania święceń kapłańskich kobietom oraz że orzeczenie to powinno być przez wszystkich wiernych Kościoła uznane za ostateczne”. Kongregacja Nauki Wiary potwierdziła, że doktryna ta powinna być uważana za należącą do depozytu wiary. Naukę dotyczącą nieudzielania święceń kapłańskich kobietom zakwalifikowano jako prawdę związaną z Objawieniem na mocy logicznego wynikania.
Na zarzut, że jest to przejaw dyskryminacji kobiet, Kościół katolicki odpowiada, iż kapłaństwo urzędowe nie ma charakteru doczesnej władzy czy wyróżnienia, zatem nie może być rozumiane jako czyjekolwiek prawo (gdyby było prawem, to rzeczywiście ordynacja samych tylko mężczyzn byłaby dyskryminacją). Doktryna ta wynika z posłuszeństwa Chrystusowi, a jej zmiana byłaby samowładztwem. Argumentacja zakłada oczywiście, że wyjdzie się poza ludzkie rozumowanie. Drugi zarzut, że doktryna katolicka stanowi przeszkodę w dialogu ekumenicznym, uważany jest za bezzasadny. Kwestia „czym jest kapłaństwo?” jest przedmiotem sporu od rozłamu w XVI w., nie jest więc niczym nowym. Dokumenty Kościoła katolickiego szczerze i jasno przedstawiają tożsamość własnej wiary, a przy okazji są przyczynkiem do poszukiwania jedności z prawosławiem. W opinii Kościoła katolickiego to raczej decyzja o wyświęcaniu kobiet jest przeszkodą w ekumenizmie, gdyż przeciwstawia się w sposób formalny wspólnej tradycji katolicyzmu i prawosławia.
Mimo takiego stanowiska istnieją ruchy na rzecz wprowadzenia kapłaństwa kobiet w Kościele rzymskokatolickim, przejmujące argumenty Kościołów protestanckich.

### Kościoły prawosławne
W prawosławiu dominuje pogląd, że tzw. kapłaństwo kobiet to typowy problem kultury zachodniej. Kwestia ta nie jest jednak pomijana. Na Międzyprawosławnej Konsultacji Teologicznej (Rodos, 1988) sformułowano argumenty przeciwne sprawowaniu funkcji kapłańskich przez kobiety. Są one właściwie identyczne z katolickimi:
- przykład Jezusa (nie wybrał żadnej kobiety na apostoła) i Bogurodzicy (nie sprawowała żadnego urzędu w Kościele);
- tradycja apostolska (apostołowie nie przekazywali urzędu kapłańskiego kobietom, a św. Paweł wyraźnie określił rolę kobiet w Kościele).

Stanowisko to potwierdził patriarcha Konstantynopola Dymitr I w piśmie do wszystkich Kościołów prawosławnych (1989).
Prawosławie dopuszcza jednak udzielanie pod pewnymi warunkami kobietom pierwszego stopnia święceń, tj. święceń diakonatu, choć od średniowiecza nie jest to stosowane w praktyce (ostatnio pojawiają się jednak głosy za jego przywróceniem).

### Kościoły starokatolickie

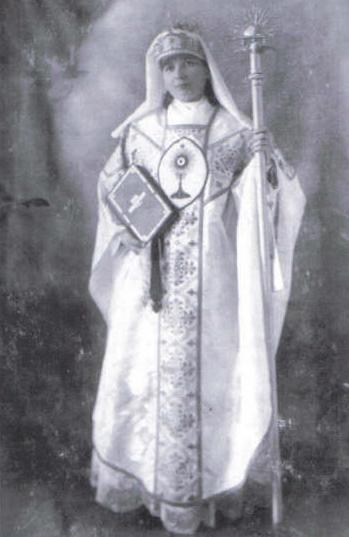
Antonina Maria Izabela Wiłucka-Kowalska – arcykapłanka Kościoła Katolickiego Mariawitów

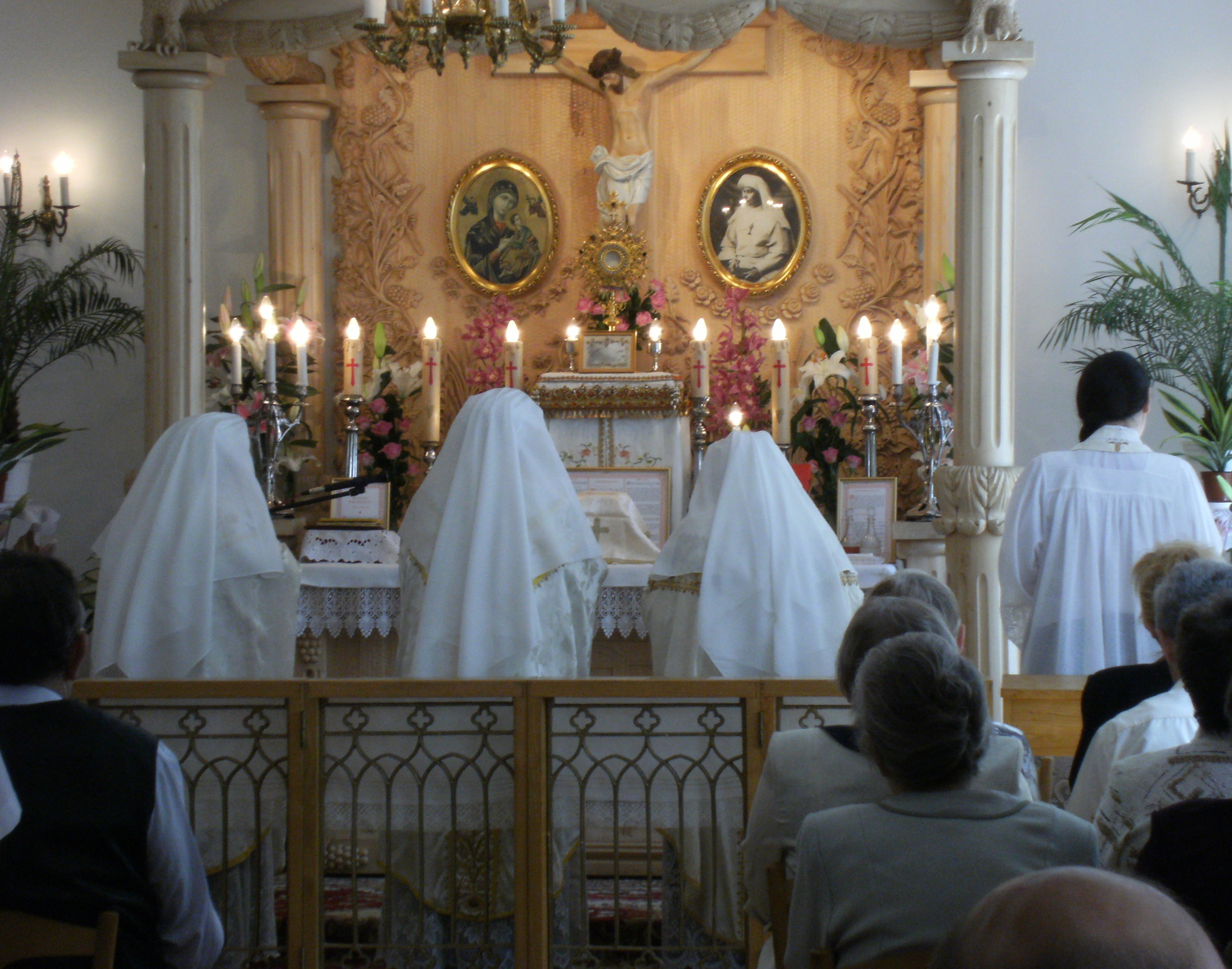
Msza Święta sprawowana przez biskupki i kapłanki w Felicjanowie

Duże znaczenie teologiczne ma fakt wyświęcania kobiet na kapłanki w niektórych Kościołach starokatolickich, gdyż święcenia mają według doktryny tych Kościołów charakter sakramentalny i trwa w nich sukcesja apostolska w rozumieniu katolickim (dopóki następstwo biskupów nie zostaje przerwane przez wyświęcenie kobiety-biskupa).
Od 1929 kapłaństwo i biskupstwo kobiet praktykowane była w Starokatolickim Kościele Mariawitów w Polsce. W 1938 roku zaprzestano jej w głównym nurcie – Kościele Starokatolickim Mariawitów, choć w niektórych parafiach, pod nieobecność kapłanów, wyświęcone siostry pełniły jeszcze posługi duszpasterskie (odprawiały nabożeństwa, udzielały Komunii Świętej lub ostatniego namaszczenia). Do dziś posługa kapłańska kobiet zachowała się w Kościele Katolickim Mariawitów, w którym od 1935 roku praktykowane jest kapłaństwo ludowe kobiet i mężczyzn. W roku 1942 arcykapłanka Maria Izabela Wiłucka-Kowalska, po męczeńskiej śmierci męża arcybiskupa Jana Marii Michała Kowalskiego, została zwierzchnikiem Kościoła i kierowała nim aż do swojej śmierci w 1946 roku. W chwili obecnej (2021 rok) hierarchię duchowną w tym Kościele stanowią wyłącznie kobiety. Zwierzchnikiem Kościoła jest siostra biskupka Maria Beatrycze Szulgowicz.
W Kościołach należących do Unii Utrechckiej Kościołów Starokatolickich do święceń kapłańskich dopuszczono kobiety w Niemczech (1996), Austrii (1998), Holandii (1999) i Szwajcarii (2000). Są to jednak autonomiczne decyzje lokalnych Kościołów; należący do Unii Utrechckiej Kościół Polskokatolicki zajmuje wobec kapłaństwa kobiet stanowisko zdecydowanie negatywne. 22 kwietnia 2023 roku Synod Kościoła Starokatolickiego w Austrii jako pierwszy w ramach Unii Utrechckiej Kościołów Starokatolickich wybrała kobietę na biskupa Kościoła. Maria Kubin została konsekrowana na biskupa 24 czerwca 2023.
W 2003 Kościół Starokatolicki na Słowacji oraz Polski Narodowy Kościół Katolicki odrzuciły możliwość ordynacji kobiet i w proteście wobec tych praktyk wystąpiły z Unii Utrechckiej. Schizma ta spowodowała utworzenie Światowej Rady Narodowych Kościołów Katolickich, która zrzesza Kościoły starokatolickie opowiadające się przeciw święceniom duchownym kobiet.
Święcenia kobiet do diakonatu, prezbiteratu i episkopatu praktykuje Ekumeniczna Wspólnota Katolicka, do której należy Reformowany Kościół Katolicki w Polsce. Pierwsze święcenia biskupie w EWK odbyły się w 2018 roku, gdy wyświęcono biskup Denise Donato, dotychczasową proboszcz Parafii Św. Marii Magdaleny w Rochester.

### Polki i konsekracje biskupie
- Od 1929 roku kobiety na biskupów konsekrują mariawici. 28 marca 1929 roku jako pierwsza sakrę biskupią przyjęła Maria Izabela Wiłucka-Kowalska, przełożona generalna Zgromadzenia Sióstr Mariawitek.
- 11 listopada 2021 po raz pierwszy w historii Kościoła Katolickiego Mariawitów odbyły się konsekracje biskupie kapłanów ludowych w tym Iwony Pietrasiak i Patrycji Rosiak (są to pierwsze kobiety-biskupi będące jednocześnie kapłanami ludowymi)[22].

## Ordynacja kobiet na urząd duchowny w Kościołach poreformacyjnych

### Kościoły protestanckie

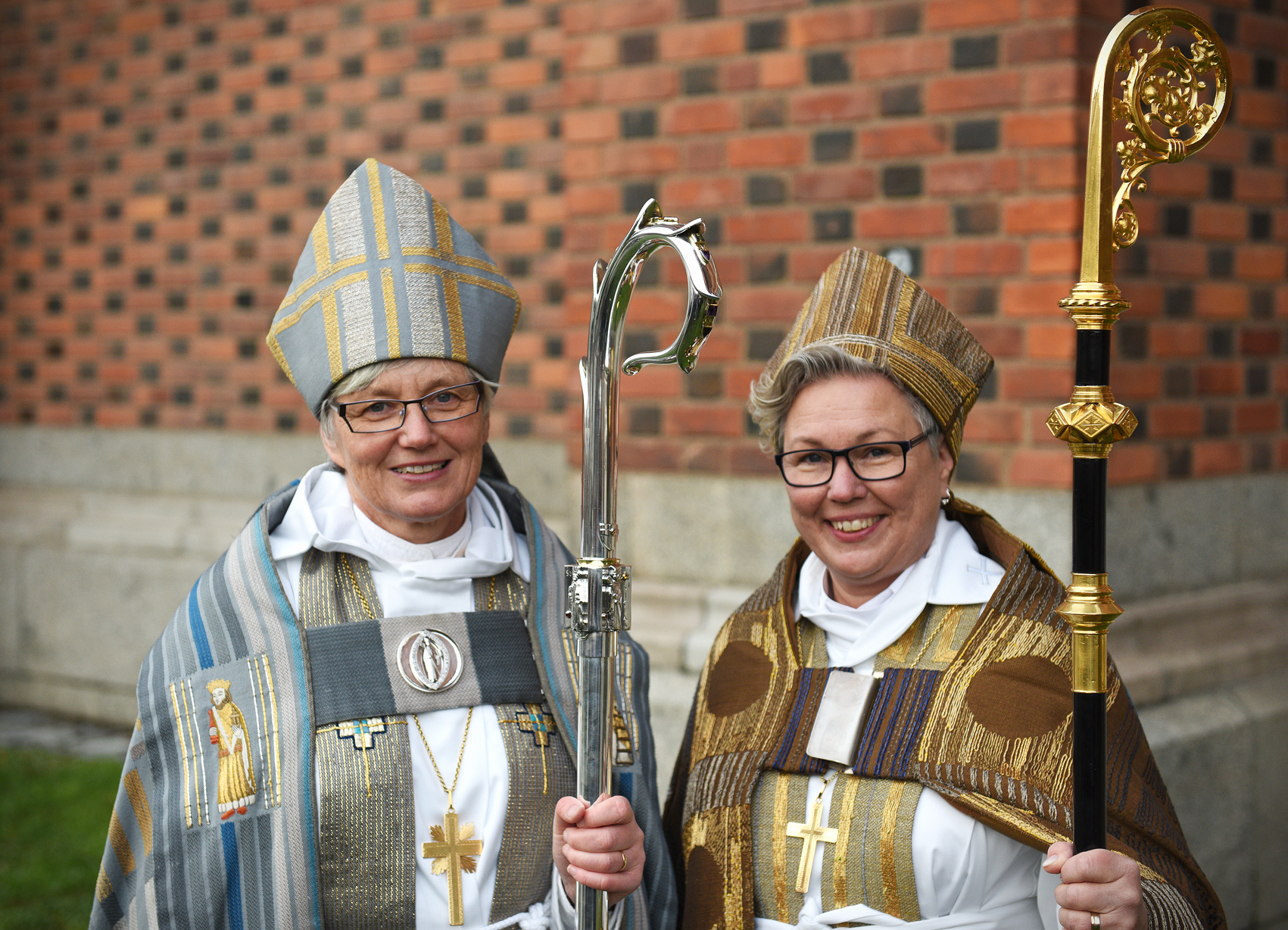
Bp Kościoła Szwecji ks. Antje Jackelén (na lewo) w towarzystwie drugiej kobiety-biskupa

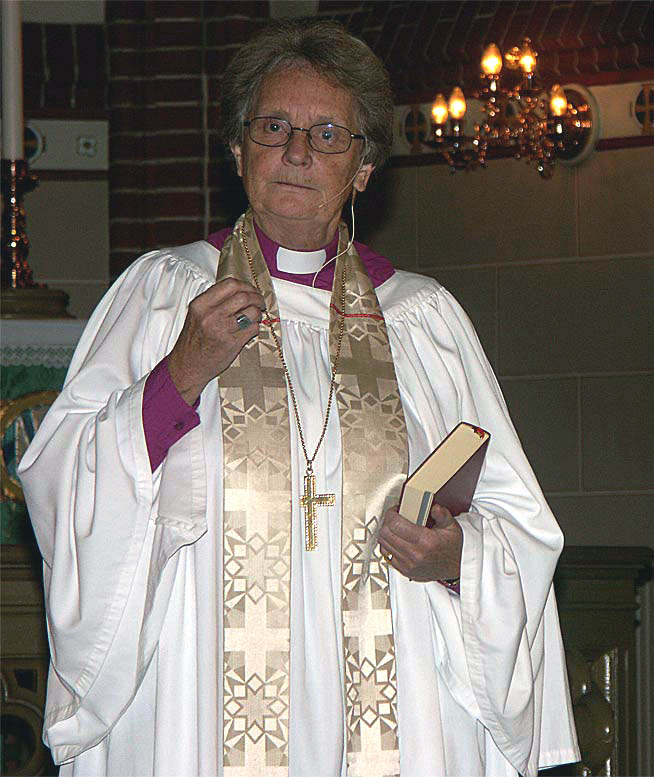
Bp Christina Odenberg z Kościoła Szwecji

Większość ewangelicznych kościołów protestanckich nie wyświęca kobiet na duchownych. Przeciwna ordynowaniu kobiet jest Południowa Konwencja Baptystyczna – największa denominacja protestancka w Stanach Zjednoczonych. Przeciwna jest także większość Kościołów zielonoświątkowych w Brazylii, gdzie zielonoświątkowcy stanowią jeden z najwyższych odsetków populacji na świecie.
Dopuszczenie kobiet do urzędu duchownego jest bardziej popularne w protestantyzmie głównego nurtu i powiązane jest z faktem, że nie uznają oni sakramentalnego charakteru święceń oraz tradycyjnej koncepcji kapłaństwa hierarchicznego. Akcent położony jest na powszechne kapłaństwo wiernych, a wypełnianie powierzonej funkcji zwierzchnika wspólnoty jest jedynie spełnianiem urzędu.
Decyzja niektórych Kościołów o ordynacji kobiet na duchownych związana była z następującymi argumentami:
- niedopuszczanie kobiet do urzędu duchownego (pastora) jest elementem kulturowo-społecznym (a zatem zmiennym);
- jeśli przekazywanie Ewangelii ograniczone jest do jednej płci, brakuje pełnego posługiwania Kościoła;
- w Nowym Testamencie są wzmianki o pełnieniu pewnych funkcji przez kobiety (np. diakonisa Febe (Feba), List do Rzymian 16, 1-2, współpracownica (συνεργους) Pawła Pryscylla tamże 16,3 oraz wymieniona wśród apostołów Junia, tamże 16,7).

#### Historia
Pierwsze przypadki ordynowania kobiet nastąpiły zaraz po powstaniu nowoczesnego feminizmu w Stanach Zjednoczonych, którego początki uczeni dopatrują się w konwencji z Seneca Falls z 1848 roku.
Pierwsze przypadki ordynowania kobiet do urzędu duchownego były związane z wolnymi kościołami protestanckimi, takimi jak kongregacjonaliści amerykańscy (Antonietta Brown-Blackwell, 1853), Armia Zbawienia (1870), metodyści (1891), zielonoświątkowcy (1913), baptyści (1918), prezbiterianie (1956), mennonici (1973). Jednak decyzję o ordynacji kobiet zaczęły w poszczególnych krajach podejmować także Kościoły tradycji luterańskiej: w Holandii (1929), Norwegii (1930), Danii (1948), Szwecji (1958), Hesji (1959; od 1978 w całych Niemczech), Stanach Zjednoczonych (1970), Finlandii (1988). Kobiety są dopuszczone do ordynacji także w Czechosłowackim Kościele Husyckim i Kościołach tradycji reformowanej. We wspólnotach protestanckich o zachowanym ustroju episkopalnym kobiety mogą pełnić także funkcję biskupów.
Choć niektóre kościoły zielonoświątkowe i uświęceniowe (w tym Armia Zbawienia) były jednymi z pierwszych które dopuściły kobiety do głoszenia i nauczania, podkreślały rozróżnienie pomiędzy przywództwem proroczym i kapłańskim, administracją kościelną i nadzorem administracyjnym, a głoszeniem i nauczaniem. Większość z tych Kościołów zastrzegło rolę nadzoru administracyjnego i wyświęcania dla mężczyzn.

#### Stanowiska polskich Kościołów protestanckich

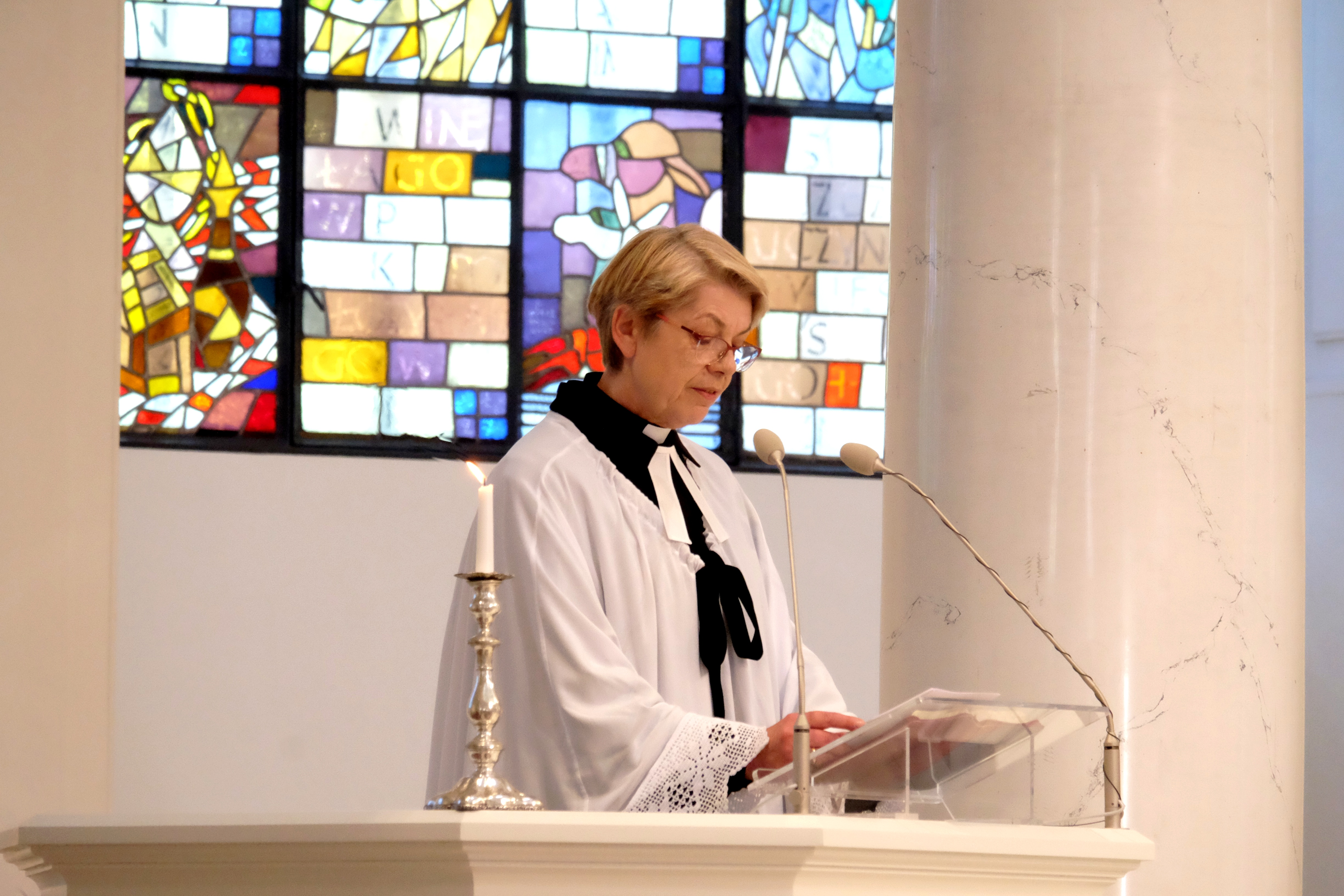
Świeżo ordynowana pastor Halina Radacz w trakcie przemówienia (kazania) ordynacyjnego w kościele Świętej Trójcy w Warszawie w dniu 7 maja 2022 roku

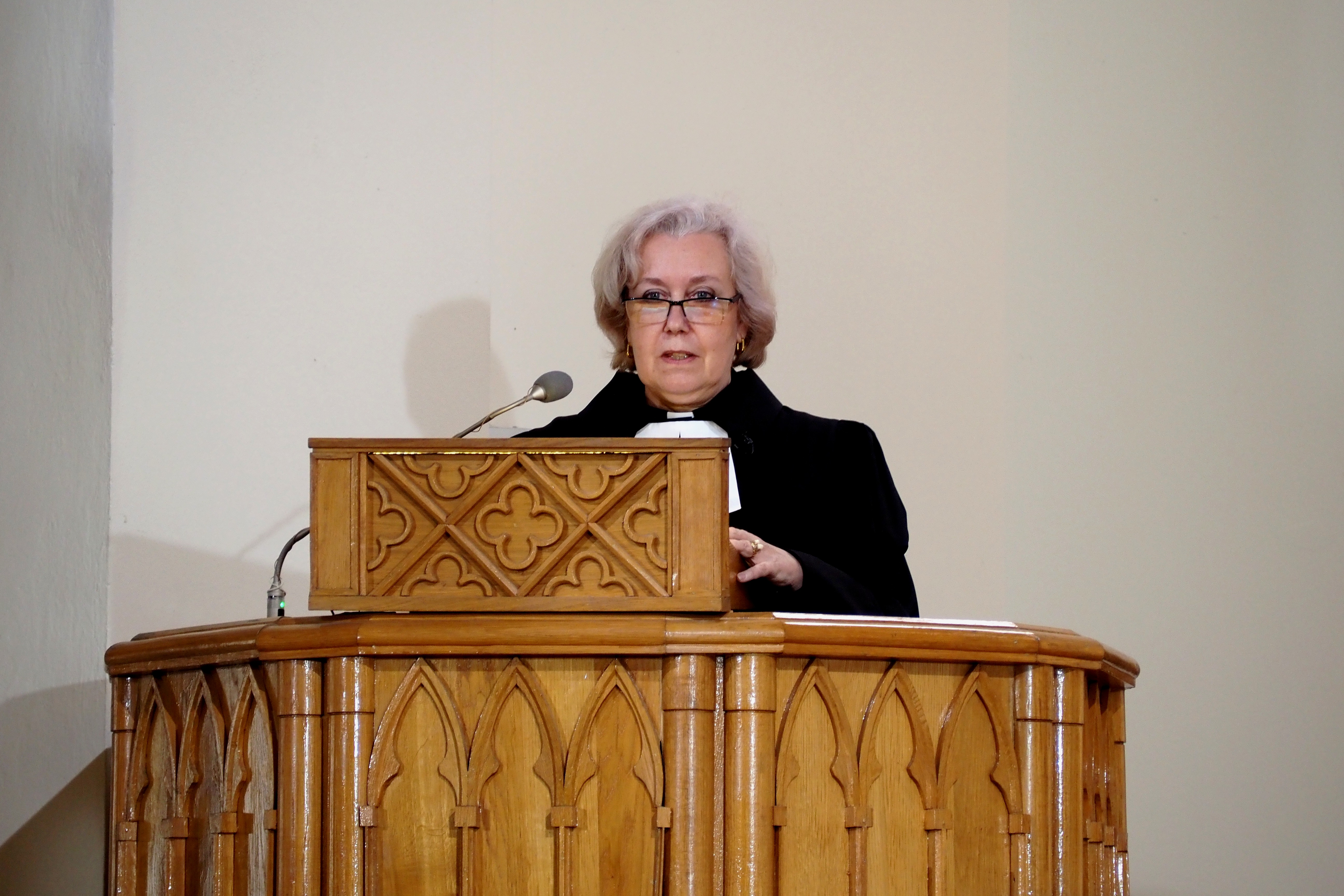
Świeżo ordynowana pastor Ewa Jóźwiak w trakcie przemówienia (kazania) ordynacyjnego w zborze Parafii Ewangelicko-Reformowanej w Warszawie w dniu 6 kwietnia 2024 roku

- 16 października 2021 roku Synod Kościoła Ewangelicko-Augsburskiego w RP podjął decyzję o wprowadzeniu ordynacji kobiet na księży. Kobiety w Kościele Ewangelicko-Augsburskim w RP mają możliwość zostania księdzem od 1 stycznia 2022 r.[a] Odbyło się to po ponad 70-letniej dyskusji[28]. 7 maja 2022 w Kościele Ewangelicko-Augsburski w RP miała miejsce pierwsza w historii ordynacja kobiet na księży. W kościele Świętej Trójcy w Warszawie ordynowano grupę 9 diakonek. Pierwszą ordynowaną została Halina Radacz. Wraz z nią ordynowano także Małgorzatę Gaś, Karinę Chwastek-Kamieniorz, Beatę Janotę, Katarzynę Kowalską, Wiktorię Matloch, Katarzynę Rudkowską, Izabelę Sikorę i Martę Zachraj-Mikołajczyk[29].
- Kościół Zielonoświątkowy w RP od 27 września 2019 dopuszcza ordynację kobiet na urząd pastora pomocniczego[30]. 27 września 2020 ordynowano na diakonisę oraz powołano na urząd pastora pomocniczego pierwszą kobietę w Kościele Zielonoświątkowym w RP, którą została Joanna Kmiecik[31].
- Kościół Adwentystów Dnia Siódmego nie ordynuje kobiet na pastorów, natomiast uznaje posługę kobiet na stanowisku pastora nieordynowanego, który nie może udzielać Chrztu Św., ślubu, prowadzić Wieczerzy Pańskiej, ordynacji połączonej z wkładaniem rąk, poświęcania domu modlitwy (kaplicy), prowadzić pogrzebu czy przewodzić Kościołowi w sprawach zastosowania dyscypliny kościelnej wobec jego członków. Czynności te są zastrzeżone dla mężczyzn, duchownych (pastorów) ordynowanych. Mimo tego w Kościele cały czas toczy się dyskusja na temat ordynacji kobiet[32].
- Kościół Chrześcijan Baptystów nie ordynuje kobiet na pastorów, jakkolwiek uznaje posługę kobiet na stanowisku diakonisy.
- Kościół Ewangelicko-Reformowany w RP pozwala na ordynację kobiet od 1992 roku.
- Kościół Ewangelicko-Metodystyczny w RP stosuje pełną ordynację kobiet.
- Konfederacja Ewangelicznych Kościołów Reformowanych w Polsce nie dopuszcza ordynacji kobiet na urząd pastora.

#### Polki i ordynacja kobiet
- Pierwszą Polką, która została ordynowana na pastorkę, była ordynowana w 1910 roku przez kongregacjonistów w USA Barbara Sławińska (1873–1958)[33].
- Pierwsza osobą urodzoną w Polsce ordynowaną na pastorkę w 1904 roku przez brytyjską Unię Unitariańską była urodzona w Toruniu Gertrude von Petzold (1876–1952)[33].
- Pierwszą Polką ordynowaną na pastorkę w Polsce i przez polski kościół była ordynowana w 1972 roku przez Kościół Ewangelicko-Metodystyczny Ewa Dolej (zaraz po ordynacji przeszła na emeryturę)[b].
- Pierwszą Polką ordynowaną na pastorkę, która podjęła pracę duszpasterską jako kobieta jest ordynowana w 2003 roku przez Kościół ewangelicko-reformowany Wiera Jelinek[c].

##### Polki i konsekracje biskupie
- Pierwszą polską ewangeliczką i protestantką, która została wybrana na biskupa była Paulina Hławiczka-Trotman. 23 września 2023 roku została wybrana na biskupa Luterańskiego Kościoła w Wielkiej Brytanii (LCiGB)[34], a jej konsekracja odbyła się 20 stycznia 2024 roku[35].

### Kościoły anglikańskie

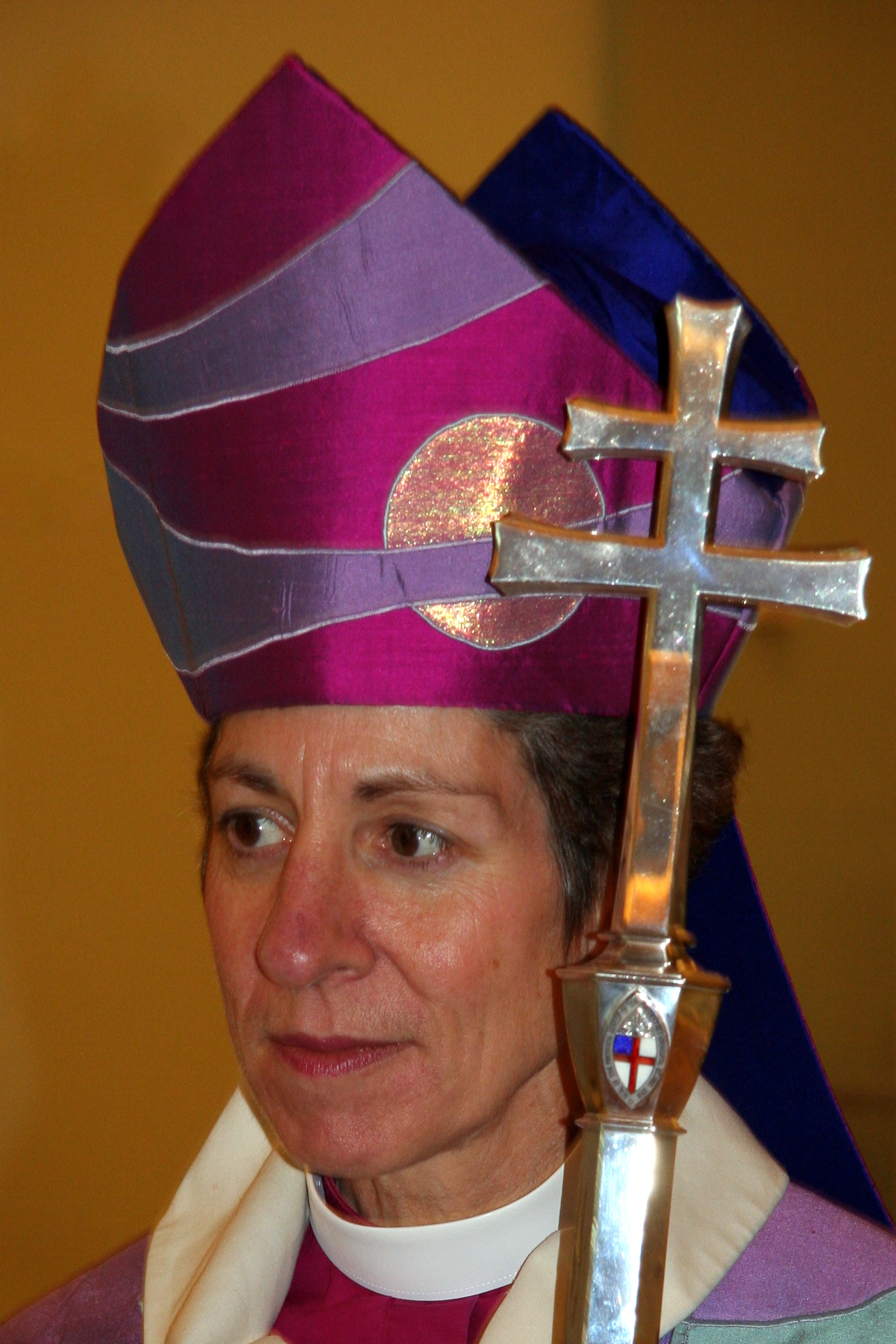
Bp Kościoła Episkopalnego Katharine Jefferts Schori

Na mocy uchwał Anglikańskiej Rady Konsultacyjnej z 1971, poszczególne prowincje wspólnoty Kościołów anglikańskich mogą samodzielnie podejmować decyzję co do ordynacji kobiet. Po raz pierwszy w tymże roku takich święceń dokonał Kościół anglikański w Hongkongu (wcześniejszą ordynację z 1944 uznano za nieważną). W 1976 wyświęcono kobiety w Kościele episkopalnym w Stanach Zjednoczonych; w tym też Kościele pierwsza kobieta wyznania anglikańskiego, Barbara Harris, została wyświęcona na biskupa (jako biskup sufragan). Pierwszą kobietą-biskupem diecezjalnym została w 1992 Penelope Jamieson (Kościół anglikański w Nowej Zelandii). W końcu Synod Generalny samego Kościoła Anglii podjął decyzję o święceniu kobiet, a pierwszej ordynacji dokonano w Bristolu i Canterbury w 1994. W konferencji w Lambeth w 1998 po raz pierwszy uczestniczyło 11 kobiet-biskupów (w tym 7 diecezjalnych).
Fakt udzielania święceń kobietom był w łonie wspólnoty anglikańskiej przedmiotem kontrowersji i dyskusji. Grupa przeciwników tej daleko idącej zmiany przeszła konwersję na katolicyzm. Ordynacja kobiet nie stała się jak dotychczas przyczyną żadnego rozłamu w anglikanizmie.
Pierwszą kobietą wyświęconą na kapłana w ramach Wspólnoty Anglikańskiej była wyświęcona przed wprowadzeniem ordynacji kobiet w Kościele – Florence Li Tim-Oi, wyświęcona w 1944 roku przez biskupa Victorii w Hongkongu – Ronalda Halla. W 1971 roku Synod Hongkongu i Makau, jako pierwsza prowincja we Wspólnocie Anglikańskiej oficjalnie zezwolił na ordynację kobiet na kapłanów. 3 grudnia 1971 roku biskup Hongkongu, Gilbert Baker dokonał ordynacji Joyce M. Bennett oraz Jane Hwang.

## Posługa kobiet u Świadków Jehowy
Świadkowie Jehowy uważają, że ich ordynowanie przez samego Jehowę Boga następuje w chwili chrztu. Zarówno mężczyźni jak i kobiety są kaznodziejami, czyli głosicielami (Ps 81:11). Kobiety prowadzą działalność ewangelizacyjną jako pionier lub misjonarz oraz usługują jako wolontariuszki m.in. w Biurze Głównym Świadków Jehowy, Biurach Oddziału, Biurach Tłumaczeń i Lokalnych Działach Projektowo-Budowlanych. Nie sprawują przewodnictwa w zborach; zarówno starszymi zboru oraz sługami pomocniczymi są tylko ochrzczeni mężczyźni. Na zebraniach zborowych mogą się wypowiadać i brać udział w zadaniach ćwiczebnych. W zborze kobieta będąca Świadkiem Jehowy może pomodlić się publicznie i nauczać tylko wtedy, gdy zachodzi wyjątkowa potrzeba, i musi to robić w nakryciu głowy.